# بوب غراسي
بوب غراسي هو لاعب هوكي الجليد كندي، ولد في 8 نوفمبر 1910 في نورث باي في كندا، وتوفي في 3 أغسطس 1963.

## وصلات خارجية
- بوب غراسي على موقع دوري الهوكي الوطني (الإنجليزية)
- بوب غراسي على موقع قاعة مشاهير الهوكي (لاعب أن.إتش.أل) (الإنجليزية)
- بوب غراسي على موقع EliteProspects.com (الإنجليزية)
- بوب غراسي على موقع HockeyDB.com (الإنجليزية)
- بوب غراسي على موقع Hockey-Reference.com (الإنجليزية)